# Öjers grav

Öjers grav är en järnåldersgrav som ligger strax söder om älven Rottnans mynning i Mellanfryken i Sunne kommun. Enligt sägnen har vikingen Öjer grundat den närbelägna Öjerviks herrgård.